# Julius Johannes Weiland
Julius Johann Weiland (ur. ok. 1605, zm. 2 kwietnia 1663 w Wolfenbüttel ) – niemiecki kompozytor i kapelmistrz.

## Życiorys
Był muzykiem kapeli dworskiej w Brunszwik-Wolfenbüttel na dworze księcia Augusta II Brunszwickiego. Odegrał istotną rolę w życiu muzycznym dworu, współpracując z Johannem Jacobem Löwe z Eisenach. W 1660 został jego zastępcą, z oficjalnym tytułem drugiego kapelmistrza . 
W latach 1654 i 1656 wydał dwa zbiory koncertów kościelnych. W roku 1657 wspólnie J.J. Löwe wydał zbiór pieśni Zweyer gleichgesinnten Freunde Tugend- und Schertz Lieder. Autor motetów i muzyki sakralnej .

## Dzieła
- Laudate Dominum à 8
- Veni Sancte Spiritus à 5
- Wohl dem, der ein tugednsam Weib hat à 6
- Salve Jesu na 3 głosy, 3 skrzypiec i basso continuo,
- Factum est proelium magnum